# Liste des sites géologiques de Bretagne
La liste des sites géologiques de Bretagne résulte de la démarche d'inventaire national du patrimoine géologique qui a conduit les géologues à hiérarchiser les différents géosites bretons, qui est une région pionnière dans ce domaine, notamment du fait du tissu associatif, dont la SEPNB et la Société géologique et minéralogique de Bretagne (SGMB).

## Méthode de hiérarchisation des géosites
La typologie des sites géologiques se base la classification GILGES (Global Indicative List of Geological Sites) proposée au niveau international, sous l'égide de l'UNESCO-IUGS.
L'évaluation repose sur un système de notation sur la base de cinq critères (notés de 0 à 3) :
- l'intérêt géologique
- l'intérêt pédagogique
- l'intérêt pour l'histoire de la géologie
- la rareté dans la région
- l'état de conservation

Ce système de notation permet de hiérarchiser les sites pouvant présenter un intérêt local, régional,
national ou international.
Le projet d'inventaire régional des sites d'intérêt géologique en Bretagne est lancé en 1992 à l'initiative de la SEPNB, avec le soutien de la DIREN et la collaboration scientifique de l'Université de Rennes 1 et de l'Université de Bretagne Occidentale. La liste présente ici les géosites ayant au moins un intérêt régional.

## Les géosites de Bretagne

### Intérêt international
| département   | commune            | Nom du site            | Intérêt géologique                                                                       | Photo                                |
| ------------- | ------------------ | ---------------------- | ---------------------------------------------------------------------------------------- | ------------------------------------ |
| Côtes-d'Armor | Perros-Guirec      | Rochers de Ploumanac'h | Rochers et blocs de granite sculptés par l’érosion, chaos en bord de mer                 | Côte de granite rose                 |
| Côtes-d'Armor | Pleubian           | Sillon de Talbert      | Flèche à pointe libre                                                                    | Sillon de Talbert                    |
| Côtes-d'Armor | Pleubian           | Port Béni              | Icartien, Socle des plus anciennes roches datées du continent européen (-1 800 Ma)       |                                      |
| Finistère     | Plougastel-Daoulas | Pointe de l'Armorique  | Falaise de calcaires bleus de la pointe (récif corallien dévonien)                       |                                      |
| Finistère     |                    | Presqu'île de Crozon   | Ensemble géologique                                                                      | Anticlinal dit de la "Mort anglaise" |
| Morbihan      | Elven              | Carrière de Lescastel  | Structures tectoniques liées à un cisaillement dans un massif de granite                 |                                      |
| Morbihan      | Groix              | Pointe des chats       | Grande diversité minéralogique avec beaucoup de minéraux peu communs dont le glaucophane | Fuchsite de Groix                    |
| Morbihan      | Pénestin           | La Mine d'Or           | Estuaire de fleuve fossile de - 10 Ma discordant sur le socle hercynien                  | Falaise de Pénestin                  |

### Intérêt national
| département     | commune                                                                                       | Nom du site                         | Intérêt géologique | Photo                           |
| --------------- | --------------------------------------------------------------------------------------------- | ----------------------------------- | --- | ------------------------------- |
| Côtes-d'Armor   | Plouha                                                                                        | Anse de Bréhec                      | Série rouge paléozoïque : conglomérats, grès et siltites riches en figures sédimentaires (Ordovicien)                                    |                                 |
| Côtes-d'Armor   | Erquy                                                                                         | Pointe de la Heussaye               | Volcanisme, série spilitique : filons, coulées, projections, au sein d’une série sédimentaire                                            |                                 |
| Côtes-d'Armor   | Langueux                                                                                      | Grève des Courses                   | Formation de Cesson considérée comme la base du Briovérien inférieur                                                                     |                                 |
| Côtes-d'Armor   | Perros-Guirec                                                                                 | Porz Rolland                        | Contact entre le socle Icartien et le granite de Ploumanac'h                                                                             |                                 |
| Côtes-d'Armor   | Trébeurden                                                                                    | Ile Millau                          | Contact intrusif du granite de Ploumanac'h avec l’encaissant sédimentaire                                                                | île Millau à Trébeurden         |
| Côtes-d'Armor   | Trégastel                                                                                     | Anse Sainte-Anne                    | Relations entre magma basique et magma acide mis en place en même temps                                                                  |                                 |
| Finistère       | Camaret-sur-Mer                                                                               | La mort anglaise                    | pli anticlinal dans le grès Armoricain moyen et supérieur                                                                                | Mort anglaise à Camaret         |
| Finistère       | Camaret-sur-Mer                                                                               | Plage du Correjou                   | Dalle à rides et mégarides dans le grès Armoricain                                                                                       |                                 |
| Finistère       | Camaret-sur-Mer                                                                               | Veryarc'h                           | Coupe continue la plus complète dans l’Ordovicien et le Silurien du Massif armoricain                                                    |                                 |
| Finistère       | Crozon                                                                                        | Pointe de Lostmarc'h                | Coulées basaltiques à pillow lavas, brèches à éléments volcaniques (Ordovicien supérieur)                                                | Pointe de Lostmarc'h à Crozon   |
| Finistère       | Crozon                                                                                        | Plage de Postolonnec                | Coupe type de la formation des schistes de Postolonnec, Ordovicien moyen et supérieur                                                    |                                 |
| Finistère       | Crozon                                                                                        | Pointe et île de l'Aber             | Formations volcano-sédimentaires de l’Ordovicien supérieur                                                                               |                                 |
| Finistère       | L'Hôpital-Camfrout                                                                            | Grève et falaise de l'île de Tibidy | coupe type de la formation de Tibidy, Dévonien moyen                                                                                     |                                 |
| Finistère       | Logonna-Daoulas                                                                               | Le Bindy                            | Faux double tombolo |                                 |
| Finistère       | Plougastel-Daoulas                                                                            | Pointe de l'Armorique               | Récif corallien et spongiaires du Praguien (Dévonien)                                                                                    |                                 |
| Finistère       | Plougastel-Daoulas                                                                            | Pointe du Caro                      | pli anticlinal synschisteux asymétrique caractéristique de la déformation régionale                                                      |                                 |
| Finistère       | Plougastel-Daoulas                                                                            | Poulier de l'Auberlac'h             | Poulier barrant un estuaire |                                 |
| Finistère       | Ploumoguer                                                                                    | Filons de Brenterc'h                | Intrusions doléritiques triasico-liasiques en relation avec les phénomènes précurseurs de l’ouverture de l’Atlantique central (- 192 Ma) |                                 |
| Finistère       | Telgruc-sur-Mer                                                                               | Pointe de Beg ar gwin               | discordance du Paléozoïque sur le Briovérien                                                                                             |                                 |
| Ille-et-Vilaine | Dinard, La Richardais, Pleurtuit, Le Minihic-sur-Rance, Langrolay-sur-Rance, Plouër-sur-Rance | Vallée de la Rance                  | migmatites de Saint-Malo |                                 |
| Ille-et-Vilaine | Guichen                                                                                       | Carrière les landes                 | discordance du Paléozoïque sur le Briovérien                                                                                             |                                 |
| Ille-et-Vilaine | Saint-Malon-sur-Mel                                                                           | Carrière de la Marette              | discordance du Paléozoïque sur le Briovérien                                                                                             |                                 |
| Morbihan        | Groix                                                                                         | Plage du Trec'h                     | Plissement, pli en fourreau |                                 |
| Morbihan        | Groix                                                                                         | Vallon de Kerigant                  | Plissement, pli en fourreau |                                 |
| Morbihan        | Groix                                                                                         | Les grands sables                   | Plage mobile de sable, de forme convexe                                                                                                  | Plage des grands sables à Groix |
| Morbihan        | Le Palais                                                                                     | Bordardoué                          | Série volcano-sédimentaire, plissée et fracturée                                                                                         | Strates de tuf plissées         |

### Intérêt régional
| département     | commune                        | Nom du site                                       | Intérêt géologique | Photo                          |
| --------------- | ------------------------------ | ------------------------------------------------- | --- | ------------------------------ |
| Côtes-d'Armor   | Erquy                          | Les lacs bleus                                    | Série rouge continentale d’Erquy-Fréhel : conglomérat et grès d’Erquy surmontés par conglomérat et grès de Fréhel        |                                |
| Côtes-d'Armor   | Erquy                          | Pointe des trois pierres                          | Poudingue, grès et pélites rouges, base de la série rouge continentale d’Erquy                                           |                                |
| Côtes-d'Armor   | Fréhel                         | Port Barrier                                      | Poudingue de base de la série de Fréhel ; éléments de tailles variées, stratifications entrecroisées                     |                                |
| Côtes-d'Armor   | Glomel                         | Carrière de Guerphales                            | Andalousite rose (variété chiastolite) en porphyroblastes développés dans les schistes alumineux Ordovicien              |                                |
| Côtes-d'Armor   | Lanrivain, Trémargat           | Gorges de Toul-Goulic                             | chaos granitique |                                |
| Côtes-d'Armor   | Paimpol                        | Pointe de Guilben                                 | Volcanisme : coulée spilitique à débit en coussins, projections (tuf et scories)                                         |                                |
| Côtes-d'Armor   | Perros-Guirec                  | Carrière de la clarté                             | Granite rose de Ploumanac'h                                                                                              |                                |
| Côtes-d'Armor   | Plougrescant                   | Le gouffre                                        | Chronologie entre divers magmas : granodiorite cadomienne et deux cortèges filoniens de dolérites                        | Site du gouffre à Plougrescant |
| Côtes-d'Armor   | Saint-Servais, Locarn          | Gorges du Korong                                  | chaos granitique du massif de Quintin                                                                                    |                                |
| Côtes-d'Armor   | Trébeurden                     | Ile Toenot                                        | relations géométriques et chronologiques entre les trois types de granite du massif de Ploumanac'h                       |                                |
| Côtes-d'Armor   | Tréfumel                       | Carrière de la Perchais                           | Gisement paléontologique avec sa faune miocène : dents de poissons, oursins, bryozoaires                                 |                                |
| Côtes-d'Armor   | Tréfumel                       | Carrière de Rouget                                | Gisement paléontologique avec sa faune miocène : dents de poissons, oursins, bryozoaires                                 |                                |
| Côtes-d'Armor   | Trégastel                      | Ile Renote                                        | Rochers et blocs de granite rose dégagés par l’érosion                                                                   | Île Renote à Trégastel         |
| Côtes-d'Armor   | Trégastel, Perros-Guirec       | Vallée des Traouiéros                             | chaos dans le granite rose de Ploumanac'h                                                                                |                                |
| Finistère       | Crozon                         | Grève et falaise de Saint-Fiacre à Rostellec      | Coupe type de la formation de Saint-Fiacre, succession de Dévonien moyen et supérieur                                    |                                |
| Finistère       | Crozon                         | Ile de Rosan                                      | Localité-type de la formation des tufs et calcaires de Rosan (Ordovicien supérieur)                                      |                                |
| Finistère       | Crozon                         | Plage de Trez Rouz                                | Coupe dans le Quaternaire : trois niveaux périglaciaires à blocs séparés par deux niveaux lacustres interglaciaires      | Plage de Trez Rouz à Crozon    |
| Finistère       | Hanvec                         | Grève et falaise de Lanvoy à la pointe de Gluziau | Coupe type des formations de Kersadiou, Kerbelec, et Lanvoy (Dévonien moyen)                                             |                                |
| Finistère       | L'Hôpital-Camfrout             | Anse et falaise de Kerdreolet                     | Coupe avec succession continue des formations de l’Emsien supérieur au Frasnien (plus de 20 Ma) (Dévonien)               |                                |
| Finistère       | L'Hôpital-Camfrout             | Carrière de Run Vras                              | faciès pétrographique de la kersantite                                                                                   |                                |
| Finistère       | L'Hôpital-Camfrout             | Pointe de Beg ar minven                           | Filon de kersantite type sombre, à grain moyen, intrusif dans les schistes du Dévonien moyen                             |                                |
| Finistère       | Landévennec                    | Sillon des Anglais                                | Flèche à pointe libre, à crochets multiples                                                                              |                                |
| Finistère       | Landévennec                    | Sillon du Pal                                     | Flèche à pointe libre, à crochets dus aux courants de marée                                                              |                                |
| Finistère       | Lanvéoc                        | Estran et falaise de Reun ar c'hrank              | Coupe type de la formation (Dévonien / Emsien)                                                                           |                                |
| Finistère       | Lanvéoc                        | Fort de Lanvéoc                                   | Coupe de référence dans la formation des grès de Landévennec, passage aux schistes et calcaires de l’Armorique           |                                |
| Finistère       | Logonna-Daoulas                | Le Roz                                            | Poulier barrant un estuaire                                                                                              |                                |
| Finistère       | Plogoff, Cléden-Cap-Sizun      | Baie des Trépassés                                | Fossé stéphanien du cap Sizun                                                                                            | Baie des Trépassés à Plogoff   |
| Finistère       | Plougasnou                     | Anse de Térénez                                   | Poulier barrant l'anse                                                                                                   |                                |
| Finistère       | Plougastel-Daoulas             | Kergarvan                                         | coupe-type de la formation de Kergarvan du Dévonien                                                                      |                                |
| Finistère       | Plougastel-Daoulas             | Pointe du Corbeau                                 | Coupe type de la formation des schistes et quartzites de Plougastel. Limite Silurien-Dévonien                            |                                |
| Finistère       | Plougastel-Daoulas             | Pors Gwen                                         | Coupe-type de la formation des schistes noirs de Pors Gwen et contact avec les schistes du Zorn                          |                                |
| Finistère       | Porspoder                      | Anse du Poulsou                                   | Granite orbiculaire |                                |
| Finistère       | Roscanvel                      | Estran et falaise au nord de la cale de Quelern   | Coupe type de la formation de Quelern, Dévonien moyen                                                                    |                                |
| Finistère       | Rosnoën                        | Anse et falaise du Seillou                        | Coupe type de la formation du Faou, Dévonien inférieur                                                                   |                                |
| Finistère       | Rosnoën                        | Estran et falaise de Bolast                       | Coupe type de la formation de Bolast, Dévonien / Emsien supérieur                                                        |                                |
| Finistère       | Rosnoën                        | Grève et falaise de Prioldy                       | Coupe type de la formation de Prioldy, Dévonien / Emsien                                                                 |                                |
| Finistère       | Trégarvan                      | Rive de l'Aulne                                   | Paléontologie : seule localité connue de la faune à Hirnantia (Brachiopodes), Ordovicien terminal                        |                                |
| Ille-et-Vilaine | Iffendic                       | La chambre au loup                                | Cluse du ruisseau de Boutavent dans la formation de Pont-Réan                                                            |                                |
| Ille-et-Vilaine | Melesse                        | Carrière Barthélémy                               | Localité-type de la formation de Saint-Germain-sur-Ille (grès ordoviciens supérieurs)                                    |                                |
| Ille-et-Vilaine | Monterfil                      | Carrière des Rochelles                            | Lentilles de calcaire magnésien oolitique dans le Briovérien, recouvertes par les sédiments de la base du Paléozoïque    |                                |
| Ille-et-Vilaine | Saint-Just (Ille-et-Vilaine)   | Saint-Just et rocher de Tréal                     | Formation de Pont-Réan (Ordovicien / Arenig) faciès caractéristique du poudingue de Montfort-sur-Meu                     |                                |
| Ille-et-Vilaine | Orgères                        | La pierre au diable                               | discordance du Paléozoïque sur le Briovérien                                                                             |                                |
| Ille-et-Vilaine | Poligné, Pancé                 | Le tertre gris                                    | Faune de graptolites |                                |
| Ille-et-Vilaine | Saint-Coulomb                  | Pointe du Meinga                                  | Migmatites de Saint-Malo : métatexites rubanées et gneiss peu transformés, recoupés de filons de pegmatites à tourmaline |                                |
| Ille-et-Vilaine | Paimpont                       | Val sans retour                                   | Relations stratification/schistosité dans les formations sédimentaires paléozoïques                                      | Val sans retour à Concoret     |
| Ille-et-Vilaine | Pléchatel                      | Rocher d'Uzel                                     | discordance du Paléozoïque sur le Briovérien                                                                             |                                |
| Ille-et-Vilaine | Sainte-Marie (Ille-et-Vilaine) | Roche de Timouy                                   | brèche de faille avec fragments gréseux cimentés par des oxydes de fer                                                   |                                |
| Morbihan        | Allaire                        | Moulin de Quip                                    | Source hydrothermale minéralisée, dans le massif de granite                                                              |                                |
| Morbihan        | Arradon                        | Roguedas                                          | Métamorphisme. Site pour les pyroxénites et les morbihanites                                                             | Roguedas à Arradon             |
| Morbihan        | Arzal                          | Le Moustoir                                       | Roches basiques (amphibolites) très déformées. Plis complexes remarquables                                               |                                |
| Morbihan        | Arzon                          | Port-Navalo                                       | Tectonique (plissements)                                                                                                 |                                |
| Morbihan        | Bangor                         | Pointe du Talut                                   | Tectonique : structure des porphyroïdes                                                                                  |                                |
| Morbihan        | Billiers                       | Pen lan                                           | Roches basiques (amphibolites) fortement déformées                                                                       |                                |
| Morbihan        | La Roche-Bernard               | Rocher du Ruicard                                 | Mylonites de la branche sud du cisaillement sud-armoricain (hercynien -320 / 300 Ma)                                     |                                |
| Morbihan        | Locmaria                       | Pointe de Kerdonis                                | Volcanisme, coupe lithostratigraphique complète                                                                          |                                |
| Morbihan        | Ploemeur                       | Les Kaolins                                       | Gisement de kaolin dans le granite de Ploemeur                                                                           |                                |
| Morbihan        | Sainte-Brigitte                | Les salles de Rohan                               | Grands cristaux de chiastolite (andalousite) développés dans les schistes ordoviciens                                    |                                |